# Nicola Canali
Nicola Canali (Rieti, 6 giugno 1874 – Città del Vaticano, 3 agosto 1961) è stato un cardinale italiano.

## Biografia

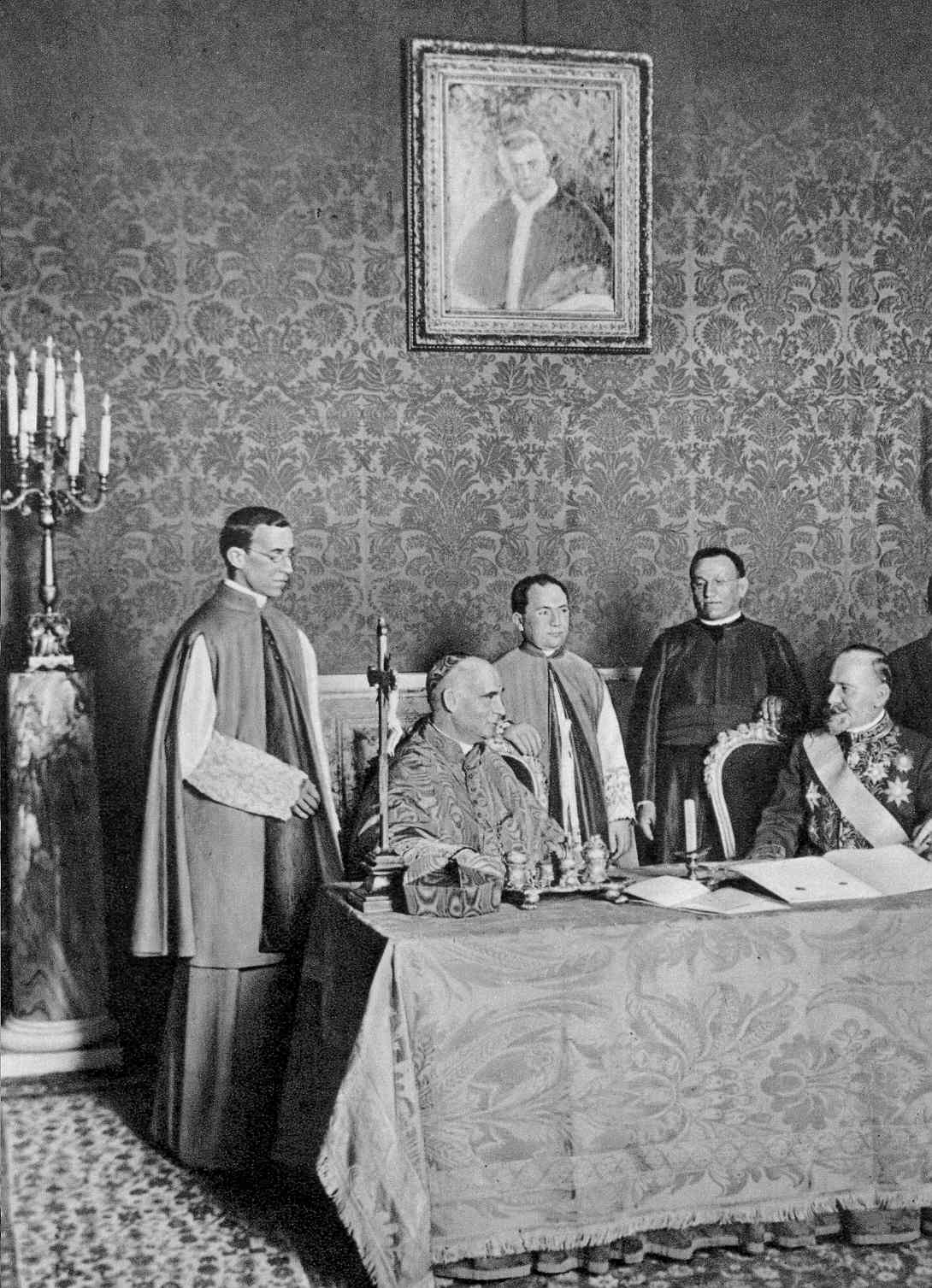
Concordato tra Santa Sede e Serbia del 24 giugno 1914. Da sinistra a destra: Eugenio Pacelli, Rafael Merry del Val y Zulueta, Nicola Canali, mons. Dionigi Cardon, Milenko Vesnić.

Nacque a Rieti il 6 giugno 1874 dal marchese Filippo Canali e dalla contessa Leonetta Vicentini. 
Fu ordinato prete il 31 marzo 1900.
Era sacerdote quando papa Pio XI lo elevò al rango di cardinale nel concistoro del 16 dicembre 1935 e non fu consacrato vescovo, come diversi altri appartenenti al Collegio cardinalizio.
In qualità di cardinale protodiacono annunciò al mondo, il 28 ottobre 1958, l'elezione al soglio pontificio del cardinale Angelo Giuseppe Roncalli (papa Giovanni XXIII).
Morì il 3 agosto 1961 all'età di 87 anni e ricevette sepoltura all'interno della chiesa di Sant'Onofrio al Gianicolo.

## Collegamenti esterni

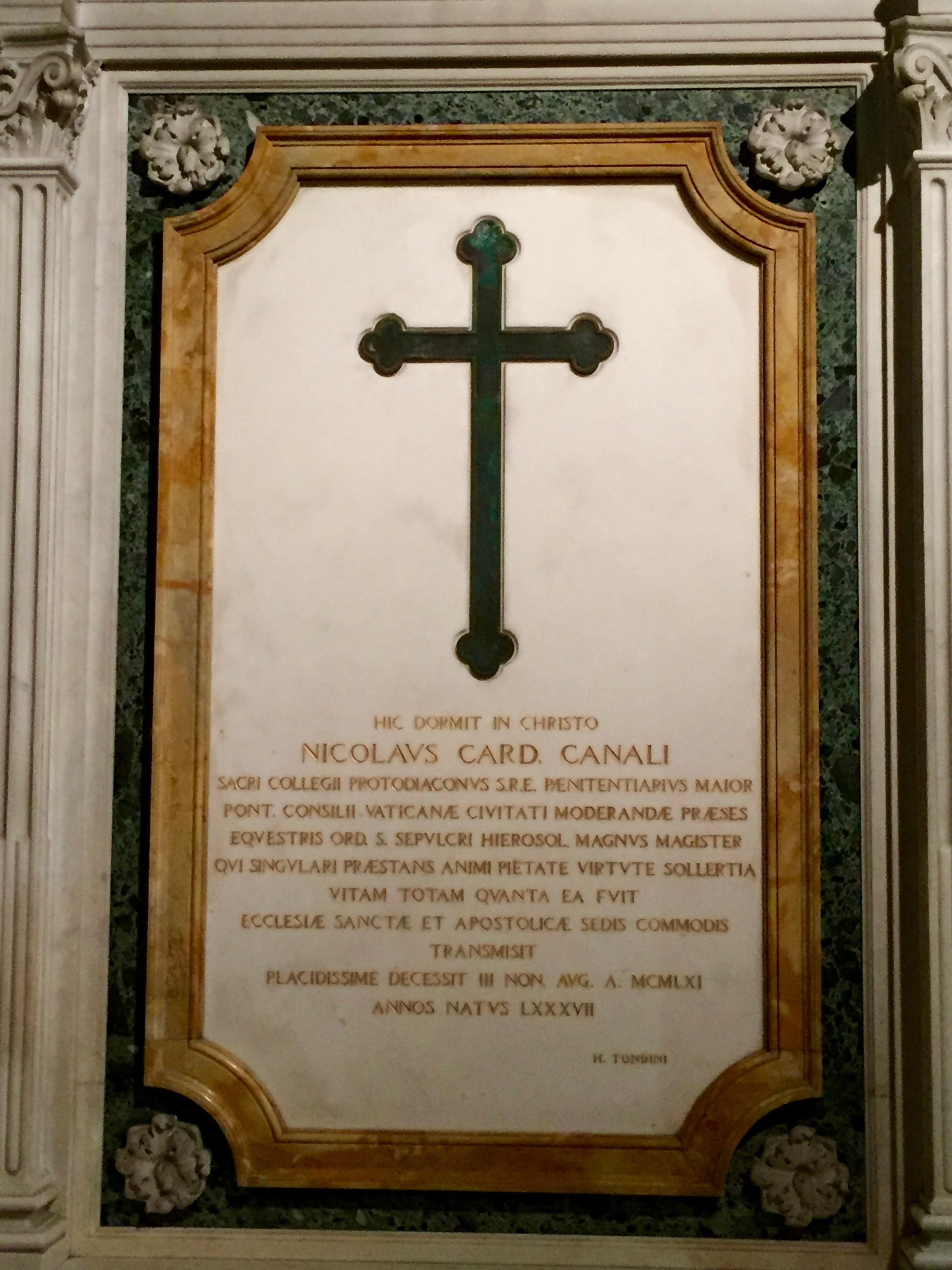
Tomba di Nicola Canali nella chiesa di Sant'Onofrio al Gianicolo